# عمر الراشدي
عمر الراشدي (مواليد 25 أبريل 1994) لاعب كرة قدم إماراتي يجيد اللعب في الجناح أيمن .
لعب سابقاً لنادي الوحدة وانتقل إلى بني ياس عام 2016 .

## روابط خارجية
- عمر الراشدي على موقع قاعدة بيانات كرة القدم.إي يو (الإنجليزية)
- عمر الراشدي على موقع Soccerway.com (الإنجليزية)